# Menomblet
Menomblet – miejscowość i gmina we Francji, w regionie Kraj Loary, w departamencie Wandea.
Według danych na rok 1990 gminę zamieszkiwały 684 osoby, a gęstość zaludnienia wynosiła 33 osoby/km² (wśród 1504 gmin Kraju Loary Menomblet plasuje się na 735. miejscu pod względem liczby ludności, natomiast pod względem powierzchni na miejscu 527.).